# Albert Luque
Pour les articles homonymes, voir Luque.
Alberto Luque Martos, plus communément appelé Luque, est un footballeur international espagnol né le 11 mars 1978 à Terrassa (Espagne), évoluant au poste d'attaquant ou d'ailier gauche.
Il se forme à La Masia du FC Barcelone.
Avec un bon pied gauche, Luque est spécialiste des coups de pied arrêtés, notamment les coups francs. 
Il est international espagnol (18 sélections et 3 buts en équipe d'Espagne entre 2002 et 2004).

## Consultant sportif
En 2013, Albert Luque commente les matchs de football sur la chaîne de télévision espagnole Antena 3.
En 2018, il est commentateur des matchs de la Liga espagnole sur LaLigaTV.

## Carrière
- 1997-2002 : RCD Majorque  Espagne 83  matchs et 24 buts
- 1999-2000 : → Málaga CF  Espagne 23 matchs et 3 buts (prêt)
- 2002-2005 : Deportivo La Corogne  Espagne 133 matchs et 31 buts
- 2005-2007 : Newcastle United  Angleterre 33 matchs et 3 buts
- 2007-2009 : Ajax Amsterdam  Pays-Bas 16 matchs et 4 buts
- 2008-2009 : → Málaga CF  Espagne 32 matchs et 8 buts (prêt)
- 2009-2011 : Málaga CF  Espagne 19 matchs et 1 but

## Palmarès
- Vainqueur de la Supercoupe d'Espagne en 1999 avec Majorque
- Finaliste de la Coupe des coupes en 1999 avec Majorque
- Médaille d'argent aux Jeux olympiques de 2000 avec l'Espagne
- Vainqueur de la Coupe intertoto en 2006 avec Newcastle United
- Demi-Finaliste de la Ligue des Champions en 2004 avec le Deportivo la Corogne
- Quart de finaliste à la Coupe du monde 2002 au Japon et en Corée du Sud
- Participation avec l'Espagne à la Coupe du monde 2002
- Participation avec l'Espagne à l'Euro 2004